# Polikarpov R-Z
Le Polikarpov R-Z (en russe : « Поликарпов Р-Z ») était un avion de reconnaissance et bombardement léger soviétique des années 1930.
Conçu par Polikarpov, il était une version revue du R-5, qui fut produit en grandes quantités entre 1935 et 1937. Il fut utilisé au combat pendant la guerre civile espagnole, mais également au cours de la guerre d'Hiver et de la bataille de Khalkhin Gol.

## Conception et développement
Le R-Z, ou R-Zet, était une évolution du R.5 développée à l'usine d'aviation GAZ no 1 (en) (usine d'aviation d'état no 1) à Moscou. Il devait remplacer le R-5, qui était jusque-là l'avion de reconnaissance et bombardier léger standard des forces aériennes soviétiques. Basé sur le R-5SSS, la version la plus avancée du R.5, le R-Z avait un nouveau fuselage monocoque plus volumineux, disposant d'une verrière coulissante pour le pilote et d'une verrière fixe pour l'observateur. Le moteur Mikouline M-17F (en) 730 ch (544 kW) — une copie produite sous licence du BMW VI allemand — fut remplacé par le M-34, développant une puissance de 820 ch (611 kW). L'avion était globalement plus léger et plus fragile que le R-5, mais il effectua ses missions avec succès tout au long de sa carrière.
Le R-Z prit l'air pour la première fois en janvier 1935, puis fut choisi pour équiper la force aérienne soviétique face à son concurrent le Kochyerigin LR, qui était lui-aussi un dérivé du R-5. Si sa conception — et donc celle du R.5 — remontait à 1928, le R-Z ne prit officiellement sa désignation qu'à partir de 1936, recevant d'abord les désignations R-5-M34 à l'usine, puis « izdeliye-38 » (« objet-38 »). À la fin de la production, au printemps 1937, 1 031 exemplaires avaient été produits.

## Carrière opérationnelle
Comme son prédécesseur le R-5, le R-Z fut utilisé en grand nombre à la fois par les forces soviétiques et par la compagnie aérienne Aeroflot.
Sa première utilisation au combat eut lieu pendant la guerre civile espagnole, en 1937. 61 R-Z furent livrés à la force aérienne républicaine espagnole à partir du mois de février 1937, où ils reçurent le surnom de « Natacha ». Ils effectuèrent leur première sortie de combat le 12 mars 1937. Engagés dans les unités de première ligne dès l'été 1937, ils furent utilisés de manière intensive, volant en formations serrées de trois à quinze appareils et bombardant depuis une altitude de 400 à 1 000 m, en fonction de l'intensité des défenses antiaériennes. Les pilotes espagnols utilisaient une tactique de feu défensif élaborée pour se protéger des attaques de chasseurs lorsqu'ils revenaient de mission. Agissant en coopération, ils plongeaient brusquement à très basse altitude et ralentissaient fortement, se laissant dépasser par les chasseurs ennemis, qui étaient plus rapides et ne pouvaient même pas profiter de leur bonne maniabilité. Lorsque les chasseurs ennemis qui les engageaient se retrouvaient piégés par leur élan et n'avaient autre choix que de passer au-dessus d'eux, les mitrailleurs arrières des R-Z les arrosaient copieusement de balles et les décimaient un par un.
Bien que de nombreux R-Z aient été endommagés par des tirs venant du sol, et que la 2ª Escuadrilla, Grupo 30 ait perdu neuf de ses soixante avions en une seule journée le 24 décembre 1938, les pertes totales d'avions demeurèrent assez faibles, avec 36 appareils survivants finissant capturés par les Nationalistes à la fin de la guerre, en avril 1939.
Les R-Z furent également utilisés par les Soviétiques contre les Japonais au-dessus de la Mongolie, au cours de la bataille de Khalkhin Gol, en 1939, et pendant la guerre d'Hiver contre la Finlande la même année. Au moment où débutait l'invasion de l'Union soviétique par les Allemands en juin 1941, le R-Z était en cours de remplacement par l'Iliouchine Il-2, mais il resta finalement encore en service avec de nombreux régiments de bombardement léger.

## Versions
- R-Z : (en russe : P-Z) Version de production principale, propulsée par un moteur M-34N ;
- R-Z-TK : (en russe : Р-Z-ТК) Version de reconnaissance à haute altitude équipée d'un moteur M-34NF, d'une puissance au décollage de 985 ch (734 kW), et de deux turbocompresseurs TK-1. Un exemplaire fut converti et fut effectua des tests du 22 janvier au 6 mars 1939. Son plafond était de 10 320 m et sa vitesse maximale à une altitude de 8 000 m était de 295 km/h (contre seulement 184 km/h pour le R-Z standard dans les mêmes conditions). Un ordre fut émis le 3 avril 1939 par Aleksandr Loktionov pour la production de 15 exemplaires pour des essais militaires, mais il n'y eut aucune suite ;
- R-ZR : (en russe : P-Z Pекордный, pour « record ») Version convertie en monoplace, allégée et à l'aérodynamique améliorée pour battre des records. Conçue par Vasily Nikitin, elle fut produite à un seul exemplaire. Piloté par Shevchenko, le RZ-R atteignit l'altitude de 10 380 m le 7 mai 1937, puis 11 100 m le 8 mai 1937 ;
- R-ZSh : (en russe : P-Z штурмовик) Désignation donnée à un prototype d'attaque au sol (Chtourmovik), armé de quatre mitrailleuses ShKAS de 7,62 mm dans l'aile inférieure ;
- R-Z Télécommandé : (en russe : Р-Z телемеханический) Version télécommandée et allégée par le retrait des armes légères et de certains équipements. Il était équipé d'un pilotage automatique rudimentaire conçu localement et devait être utilisé comme bombe volante, étant guidé depuis un bureau et une station émettrice mobile. Un exemplaire fut converti en 1937 et testé à l'institut de recherches aéronautiques soviétique, mais le projet fut abandonné en raison du manque de fiabilité du système de contrôle par radio ;
- P-Z : (en russe : П-Z) Version commerciale ne disposant que de modifications limitées, utilisée pour transporter du courrier et/ou deux passagers. Le P-Z était propulsé par un moteur M-34NB et pouvait embarquer une charge utile de 275 kg. Il fut produit à environ 200 exemplaires[10] et utilisés par l'aviation civile jusqu'en 1942 ;
- PT-AM-34NB : (en russe : ПТ- АМ-34НБ) Tentative de produire une version civile améliorée dotée de conteneurs à marchandises profilés au-dessus de l'aile inférieure. L'aile supérieur était reculée de 50 mm et des renforts furent installés au niveau de la queue de l'avion. Les systèmes radio furent également améliorés. La charge utile passait alors à 494 kg, mais les performances globales de l'avion furent fortement affectées. L'essai se montra infructueux et un seul exemplaire fut produit.

## Utilisateurs
- Seconde République espagnole :
  - Forces aériennes de la République espagnole
- État espagnol :
  - Force aérienne nationaliste espagnole
- Union soviétique :
  - Aeroflot ;
  - Forces aériennes soviétiques

### Articles
- (ru) В. Р. Котельников, « Разведчик и лёгкий бомбардировщик Р-Z (Р-Зет). » [« Bombardier léger et éclaireur R-Z (P-Z) »], Авиаколлекция, Moscou, Russie, Моделист-Конструктор, no 5,‎ 2009.